# Mark Clattenburg
Mark Clattenburg (n. 13 martie 1975, Consett, County Durham) este un arbitru englez de fotbal, care oficiază meciuri în principal în Premier League, dar este și arbitru FIFA.

## Statistici
| Sezon   | Meciuri | Total | per meci | Total | per meci |
| ------- | ------- | ----- | -------- | ----- | -------- |
| 2000–01 | 24      | 67    | 2.79     | 4     | 0.17     |
| 2001-02 | 33      | 103   | 3.12     | 6     | 0.18     |
| 2002-03 | 35      | 135   | 3.86     | 8     | 0.23     |
| 2003-04 | 34      | 104   | 3.06     | 2     | 0.06     |
| 2004-05 | 28      | 83    | 2.96     | 5     | 0.18     |
| 2005-06 | 24      | 81    | 3.38     | 4     | 0.17     |
| 2006-07 | 42      | 166   | 3.95     | 3     | 0.07     |
| 2007-08 | 39      | 124   | 3.18     | 10    | 0.26     |
| 2008–09 | 2       | 0     | 0.00     | 0     | 0.00     |
| 2009–10 | 42      | 105   | 2.50     | 5     | 0.12     |
| 2010–11 | 40      | 123   | 3.08     | 7     | 0.18     |
| 2011–12 | 36      | 115   | 3.19     | 8     | 0.22     |
| 2012–13 | 36      | 104   | 2.89     | 6     | 0.17     |